# Záslužný řád bavorské koruny
Záslužný řád bavorské koruny (německy Verdienstorden der Bayerischen Krone) byl bavorský řád. Založil ho 19. března 1808 bavorský král Maxmilián I. Josef jako civilní záslužný řád. Byl udělován státním hodnostářům a cizím státním příslušníkům za zásluhy o Bavorsko. Za vojenské zásluhy byl pak udělován Vojenský řád Maxe Josefa. Držitelé řádu byli zároveň povýšeni do osobního nedědičného šlechtického stavu s predikátem Ritter von, přičemž udělení řádu ve třech po sobě jdoucích generacích dávalo nárok na dědičné šlechtictví. Řád zanikl s pádem monarchie po první světové válce.

## Vzhled řádu
Odznakem je osmiramenný bíle smaltovaný kříž o 16 špičkách, převýšený zlatou královskou korunou. Mezi rameny jsou umístěny malé zlaté paprsky, pod špičkami ramen pak zelený dubový věnec. Ve středovém medailonu je vyobrazena zlatá bavorská koruna na modrobílém poli (zemský znak Bavorska), okolo se vine červený pruh s heslem řádu VIRTUS ET HONOS (Ctnost a čest). Na zadní straně pak zlatý reliéf zakladatelovy hlavy, okolo ní nápis MAX JOS BOJOARIAE REX (Maxmilián Josef bavorský král).
Hvězda je stříbrná, osmicípá a brilantující. Střed je totožný se středovým medailonem odznaku, navíc je orámován zeleným dubovým věncem. Hvězda velkokomtura je stejná, ale menší velikosti.
Stuha bleděmodrá s bílými okrajovými pruhy.

## Dělení
Původně byl řád rozdělen do tří tříd, avšak za vlády Maxmiliána II. byl 24. května 1855 přidán velkokomturský stupeň. Pro jednotlivé stupně existoval přesně daný maximální počet držitelů. Prvotně to bylo 12 velkokřížů, 24 komturů a 100 rytířů. Po přepracování statut 8. října 1817 byly počty změněny na 24, 40, respektive 160 držitelů.
- velkokříž – velkostuha doleva, hvězda
- velkokomtur – u krku, hvězda
- komtur – u krku
- rytíř – na prsou

Součástí řádu byla také zlatá a stříbrná medaile Za civilní zásluhy.

## Galerie

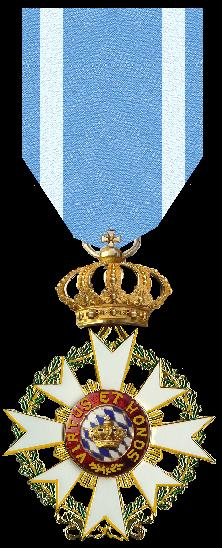
Řádový odznak 4. třídy (rytíř)